# Monique-Lise Cohen
Monique-Lise Cohen, née le 20 novembre 1944 à Toulouse et morte le 3 novembre 2020 dans la même ville, est une féministe, syndicaliste, membre du groupe femmes de la CGT, poétesse, philosophe, bibliothécaire, écrivaine, spécialiste de la résistance juive et enseignante communiste toulousaine.

## Biographie
Née à Toulouse en 1944 dans une famille juive ashkénaze, elle grandit dans une famille de résistants. Après des études de philosophie, puis de lettres, elle obtient un doctorat en lettres et devient enseignante en philosophie dans un lycée de Castelnaudary.
Très engagée politiquement, elle participe à la Ligue communiste, puis à la Ligue communiste révolutionnaire, elle milite pour les droits des femmes dans différentes organisations comme le groupe femmes de la CGT. À la suite de son implication dans le mouvement de Mai 68, elle reçoit un rapport d'inspection défavorable qui la contraint à arrêter l'enseignement pour devenir surveillante. Elle passe le concours de bibliothécaire, qu'elle réussit et qui lui permet de changer de métier pour prendre un poste à la Bibliothèque Municipale de Toulouse.
Spécialiste de la question de la résistance juive, elle soutient, en 1982, une thèse de doctorat de littérature sur l'émancipation des Juifs, qui sera publiée dix ans plus tard, sous la forme d'un ouvrage intitulé Les Juifs ont-ils du cœur ?. Elle est à l'origine de la création du département Hebraica-Judaica au sein de la bibliothèque de Toulouse et participe au lancement d'un Centre d'études et de recherches sur la résistance toulousaine (CERRT).
Dans sa carrière d'autrice, elle aborde différents sujets comme la philosophie, l'histoire, la religion juive, la littérature et écrit aussi de la poésie.
Selon le journal régional La Dépêche, elle est décorée chevalier de l'ordre des Arts et des Lettres le 20 novembre 2019.
Elle est également membre de plusieurs associations autour des thématiques féministes, syndicalistes, de la mémoire et de la poésie.

## Décès et hommage
Elle meurt le 3 novembre 2020. Pour lui rendre hommage, un ouvrage portant son nom et rassemblant des textes à son sujet est publié en 2021. Le Printemps des Poètes lui dédie sa 19ᵉ édition de la journée internationale des femmes, à Gaillac en 2022.

## Sources et références
1. ↑  « http://www.calames.abes.fr/pub/#details?id=FileId-2639 » (consulté le 26 février 2020)
2. ↑  « matchID - Moteur de recherche des décès », sur deces.matchid.io (consulté le 18 novembre 2023)
3. ↑  Association Médiathèque, Monique Lise Cohen, 23 décembre 2021 (ISBN 2322269360)
4. 1 2 3 4  « Lectoure : disparition de Monique-Lise Cohen », sur ladepeche.fr (consulté le 17 juin 2023)
5. 1 2  Justine Zeller, « Combattre et se protéger des inégalités de genre : vivre au sein du MLF », Cités,‎ 2022, p. 87 à 101 (lire en ligne )
6. ↑  Mickaël (1947- ) Auteur du texte Parienté, Deux mille titres à thème juif parus en français entre 1989 et 1995 : répertoire de références bibliographiques et biographiques / Mickaël Parienté ; réalisé avec l'assistance d'Élisabeth Wahl, 1996 (lire en ligne), page 445
7. ↑  « Répertoire numérique détaillé du fonds Monique Lise Cohen », sur FranceArchives (consulté le 17 juin 2023)
8. ↑  « Portet-sur-Garonne. Disparition: hommage à Monique-Lise Cohen », sur ladepeche.fr (consulté le 17 juin 2023)
9. ↑  « 19e Journée Internationale des Femmes en hommage à Monique Lise Cohen », sur Le Printemps des Poètes (consulté le 17 juin 2023)
10. ↑  « Gaillac. Monique Lise Cohen et la mémoire des camps d'internées », sur ladepeche.fr (consulté le 17 juin 2023)